# Edwart Vignot
 (février 2023).
 (février 2023).
Pour les articles homonymes, voir Vignot (homonymie).
Œuvres principales
L'Art d'en rire, Orsay mis à nu, Le Louvre à cheval
Edwart Vignot, né en 1969, est  historien d'art, collectionneur, auteur, artiste vidéaste, photographe et chroniqueur pour France Télévisions. 

## Biographie

### Jeunesse
À dix ans, Edwart Vignot achète à Nancy et pour dix francs une petite tête de pêcheur d'Horace Vernet. C'est le déclic de ce qu'il nomme « sa collectionnite aiguë » qui, commencée par la gravure, plus abordable pour un tout jeune collectionneur, va se poursuivre par la recherche de feuilles atypiques, souvent anonymes en matière de dessin, qu'il se passionne à identifier,.

### Formation
Edwart Vignot a obtenu un DUT en publicité à Nancy en 1989. Par la suite, il s'est engagé dans des études approfondies en histoire de l'art à l'Université René Descartes à Strasbourg, où il a obtenu successivement sa licence, sa maîtrise et son DEA entre 1990 et 1995.
Après avoir terminé ses études, Edwart a effectué son service militaire en se consacrant à la communication au sein des musées de la ville de Strasbourg, de 1995 à 1996. 
Edwart a suivi une formation chez Christie's à Londres en 1998.

### Carrière
Edwart a commencé sa carrière en tant que concepteur-rédacteur chez Anstett à Strasbourg, de 1990 à 1992. 
Junior du département des dessins anciens chez Christie's Paris de 1998 à 2001. 
Membre du comité  de la société des amis du musée Delacroix depuis sa recréation en 2000. Président de la société des amis du musée Rodin de 2017 à 2020. Et depuis 2020, président de la société des Amis du Musée Eugène Delacroix.  
Spécialiste de la peinture du XIXe siècle, il a poursuivi sa collection au fil de ses coups de cœur et de ses intuitions, "préférant les belles incertitudes aux ennuyeuses évidences".
Collectionneur et donateur des musées de France et à l'étranger comme ces quatre dessins de Gustave Moreau à l'École des Beaux-Arts de Paris, Edwart Vignot s'attache à démocratiser l'art dans une démarche à la fois ludique et pointue .

## Récompenses et distinctions

### Décorations
- Chevalier des arts et lettres en 2005
- Officier des arts et lettres en 2016

## Publications
- 2008 : Le bestiaire d'Eugène Delacroix, cosigné avec Arlette Serullaz Citadelles & Mazenod  (ISBN 2850882682)
- 2010 : Les mains dans l'art, cosigné avec Arlette Serullaz Citadelles & Mazenod  (ISBN 2850883344)
- 2011 : Au temps de la Renaissance, Place des Victoires  (ISBN 2809904596)
- 2011 : Le Louvre à cheval cosigné avec Jean Rochefort, Place des Victoires  (ISBN 280990409X)
- 2012 : Anthologie curieuse et passionnée du dessin - La leçon des maîtres, du drapé au portrait préfacé par Patrick de Carolis, Beaux-Arts Éditions  (ISBN 2842788788)
- 2012 : Orsay mis à nu cosigné avec Louise Bourgoin, Place des Victoires  (ISBN 2809907129)
- 2013 : L'Art d'en rire cosigné avec Florence Foresti, Place des Victoires  (ISBN 2809910618)
- 2014 : Le musée Condé de Chantilly - L'art de collectionner cosigné avec Stéphane Bern, Place des Victoires  (ISBN 2809910472)
- 2014 : Les maitres du dessin - Gravure et dessins du XIVe au XXe siècle, Place des Victoires  (ISBN 2809912246)
- 2016 : Une pensée pour Rodin : d'hier à aujourd'hui, ses admirateurs lui rendent hommage, Place des Victoires  (ISBN 2809913501)
- 2016 : Les Maitres de l'impressionnisme, Place des Victoires  (ISBN 2809914184)
- 2016 : Rêves d'Orient - Mon musée idéal cosigné avec Serge Moati, Place des Victoires  (ISBN 2809914419)
- 2017 : Eugène Delacroix, Place des Victoires  (ISBN 2809915350)